# Краснослободский сельсовет (Оренбургская область)
Краснослободский сельсовет — муниципальное образование в Бузулукском районе Оренбургской области.
Административный центр — село Красная Слободка.

## Административное устройство
В состав сельского поселения входят 3 населённых пункта:
- село Красная Слободка,
- село Булгаково,
- село Александровка.

## Достопримечательности
- Национальный парк «Бузулукский бор» (с. Александровка).